# Zhong Hui
Zhong Hui (225–264),prénom social Shiji (chinois simplifié : 钟会, chinois traditionnel : 鍾會, pinyin : Zhōng Huì, WG : Chung Hui) était un général, politicien et écrivain de la période des Trois Royaumes de Chine, au service du royaume de Wei. Il était le jeune frère de Zhong Yao, le Grand Tuteur de la cour impériale du Wei, et était connu pour être intelligent, très perspicace et avoir été capable de lire très jeune. L'ascension de Zhong Hui commence dans les années 250, quand il devient un proche de Sima Zhao, le régent et dirigeant de facto du Wei. En 257-258, il conseilla Sima Zhao sur la meilleure façon de réprimer la troisième rébellion du Shouchun, ce qui lui valut un grand prestige par la suite. Avec l'aide de Sima, il monte rapidement en grade et devient une des figures clefs du gouvernement du Wei.
En 263, la cour impériale du Wei donne l'ordre à Zhong Hui, Deng Ai et Zhuge Xu de prendre la tête de trois armées pour conquérir le royaume du Shu, rival de longe date du Wei. Pendant et après la campagne contre le Shu, Zhong Hui multiplie les machinations pour éliminer Deng Ai et Zhuge Xu, afin de se retrouver à la tête de toutes les troupes du Wei stationnées dans le Shu après la conquête de ce dernier. En 264, Zhong Hui se rebelle contre Sima Zhao, avec l'aide de Jiang Wei, un ancien général du Shu. La révolte échoue lorsque Zhong Hui élabore un plan pour purger l'armée des généraux qu'il ne juge pas fiables. Lorsque ce plan s'ébruite, les généraux visés prennent les devants : ils rassemblent leurs hommes et se révoltent contre Zhong, avant de le tuer en même temps que Jiang Wei.

## Jeunesse et début de carrière
La terre ancestrale de la famille de Zhong Hui est située à Changshe(長社縣),Yingchuan(潁川郡),qui se trouve à l'est de l'actuel Changge, Xuchang, Henan. Il était le jeune frère de Zhong Yao, le Grand Tuteur (太傅) de la cour impériale du Wei. Dès son plus jeune âge, il était connu pour être intelligent et très perspicace. Zhang Changpu, sa mère, était connue pour être très stricte avec son fils et aussi pour avoir exercé une grande influence sur son éducation.
Jiang Ji, un stratège et lettré au service du Wei depuis Cao Cao, avait écrit un jour qu'il était capable de cerner la personnalité de quelqu'un, juste en observant ses yeux et ses pupilles. Quand Zhong Hui eut quatre ans, son père lui fit rencontrer Jiang Ji, qui jugea que Zhong était quelqu'un d'extraordinaire. Lorsqu'il atteignit l'âge adulte, Zhong Hui est déjà connu pour être un grand travailleur, sachant lire et versé dans différents types d'arts. Pendant l’ère Zhengshi (240–249) du règne de Cao Fang, il servit comme gentilhomme cadet de la Librairie impériale (秘書郎) et fut ensuite promu gentilhomme du Secrétariat central impérial (尚書中書侍郎). Lorsque Cao Mao monte sur le trône en 254, Zhong reçoit le titre de marquis secondaire (爵關內).
Zhong Hui a étudié le Yijing. Après sa mort, un livre en 20 volumes, nommé Dao Lun (道論) est découvert dans sa maison. Ce livre, que l'on pense être de la main de Zhong Hui, était une réflexion sur la philosophie des Légistes ou celle des Dialecticiens , même si son titre peut laisser croire qu'il parle du taoïsme. Lorsqu'il atteint l'âge adulte, sa renommée égale celle du philosophe Wang Bi, qui a le même âge que Zhong.

### Comment il attire l'attention de Sima Shi
Si l'on en croit ce qui est écrit dans le Shiyu, Zhong Hui attire l'attention du régent Sima Shi de manière presque fortuite. Sima Shi avait demandé au Secrétaire Impérial en Chef (中書令) Yu Song (虞松), d'écrire un mémorandum. Le régent n'étant pas satisfait du résultat final, il donne l'ordre à Yu de le réécrire. Après avoir passé des heures à se torturer le cerveau, Yu Song était toujours incapable d'améliorer son mémorandum et commençait à se sentir mal. Zhong Hui remarqua le trouble de Yu Song et lui offrit son aide, en changeant cinq hanzi dans le texte. Yu Song fut ravi des modifications de Zhong Hui et présenta la copie révisée à Sima Shi. Après l'avoir lu, Sima demanda à Yu « Ces modifications ne sont pas de votre fait. Qui a corrigé ce texte ? » Yu Song répondit « Zhong Hui. J'attendais de pouvoir vous le recommander mon seigneur. Maintenant que vous me le demandez, je ne peux plus le garder pour moi ». Sima Shi dit alors « Il est capable d'assumer de grandes responsabilités. Faite-le venir ». Quand Yu Song informa Zhong Hui que Sima Shi voulait le voir, Zhong lui demanda ce qu'il pensait de Sima. Yu lui répondit « Il est érudit, sage et il a de nombreux talents ». Après cette entrevue, Zhong Hui resta chez lui pendant dix jours, refusant de recevoir le moindre visiteur, pour préparer méticuleusement son entrevue avec Sima Shi. Le jour de sa rencontre avec le régent, Zhong entra dans la résidence de Sima le matin, pour en ressortir le soir, après minuit. Une fois Zhong Hui parti, Sima Shi dit à un de ses proches « C'est quelqu'un de très talentueux, capable d’assister des dirigeants ».
Pei Songzhi émet des doutes sur ce passage du Shiyu. Selon Pei, il est illogique que Yu Song ait eu besoin de recommander Zhong Hui à Sima Shi, car Sima avait déjà dû probablement entendre parler de Zhong, pour les raisons suivantes. En premier, Zhong Hui vient d'une famille qui fait partie depuis longtemps de l'élite dirigeante. Ensuite, Zhong était connu à la cour depuis son plus jeune âge. Enfin, il était au service du Wei depuis qu'il avait atteint l'âge adulte. Pei pense également qu'il est impossible à qui que ce soit de deviner, juste en lisant un texte, qu'une personne qui en a modifié cinq hanzi est capable d'endosser de grandes responsabilités.

## Son rôle dans les rébellions du Shouchun

### L'ascension vers le pouvoir de Sima Zhao
En 255,Guanqiu Jian et Wen Qin, deux généraux du Wei, provoquent une rébellion au Shouchun . Sima Shi prend personnellement la tête de l'armée envoyée mater la révolte, avec Zhong Hui à ses côtés pour l'assister. Sima Zhao, le frère de Sima Shi, les suit avec une autre armée pour les aider. Après avoir réprimé la révolte, Sima Shi meurt à Xuchang, en laissant son poste de régent à son frère, qui prend le commandement des troupes. Lorsqu'il apprend la nouvelle du décès de Sima Shi, Cao Mao, l'empereur du Wei, donne l'ordre à Sima Zhao de rester à Xuchang et à Fu Jia de prendre la tête de l'armée et de rentrer avec à Luoyang, la capitale du Wei. Zhong Hui et Fu Jia s'entendent entre eux et pressent Sima Zhao pour qu'il désobéissent à l'ordre de l'empereur et prennent la tête de l'armée pour l’emmener jusqu’à une garnison située au sud de la rivière Luo (雒水), près de Luoyang. Sima Zhao écoute leur conseil et s'impose définitivement comme le nouveau régent, gardant le contrôle du gouvernement du Wei, comme son frère avant lui. Zhong Hui fut nommé gentilhomme de la porte Jaune (黃門侍郎) et reçut le titre de marquis du village de Dongwu (東武亭侯), soit un marquisat de 300 foyers imposables.

### Sa participation à la répression de la rébellion de Zhuge Dan
En 257, la cour impériale du Wei donne l'ordre au général Zhuge Dan, alors en poste à Shouchun, de rentrer à Luoyang pour prendre le poste de ministre du Travail (司空). À cette époque, Zhong Hui, conformément à ce qu'ordonne la piété filiale, honorait la mémoire de sa mère qui venait de mourir. Cependant, dès qu'il apprend la nouvelle, il arrête immédiatement de porter le deuil de sa mère et se précipite pour prévenir Sima Zhao que, selon lui, Zhuge Dan n'obéira pas à cet ordre. Comme l'ordre était déjà parti, Sima Zhao estima qu'il était déjà trop tard et ne fit rien. Comme prévu par Zhong, Zhuge Dan désobéit et déclenche une rébellion au Shouchun. Quand Sima Zhao prend la tête de l'armée qui part écraser la rébellion, Zhong Hui l'accompagne.
Lorsque Zhuge Dan se rebelle, Sun Chen, le régent du royaume de Wu donne l'ordre à plusieurs généraux, dont le général Quan Yì (全懌), de prendre la tête de leurs troupes et d'aller aider Zhuge. Quan Yì était en désaccord avec Quan Hui (全輝) et Quan Yí (全儀),deux membres de sa famille qui vivaient à Jianye, la capitale du Wu (建業 rebaptisée depuis Nanjing, Jiangsu). Quan Hui et Quan Yí rassemblèrent avec eux leurs familles et leurs proches, puis firent défection au profit du Wei. Quand Zhong Hui apprit cette nouvelle, il suggéra à Sima Zhao de demander à Quan Hui et Quan Yí d'écrire une lettre au Quan Yi resté fidèle au Wu. Zhong veut faire croire à Quan que Sun Chen voulait l'exécuter avec toute sa famille, pour le punir d'avoir été incapable de battre l'armée du Wei à Shouchun. Le but étant de pousser Quan Yì à rejoindre les rangs du Wei. Sima Zaho approuve ce plan, et peu de temps après, Quan Yì se présente au camp du Wei, avec ses hommes, pour se rendre. Grâce à cette ruse et d'autres défections, Zhuge Dan se retrouve privé de toute aide du Wu, sa révolte finit par être écrasée par l'armée de Sima Zhao et Shouchun revient dans le giron du Wei. Après le succès de son plan, Zhong Hui est tenu en encore plus haute estime par Sima Zhao. Ses contemporains le comparent alors à Zhang Liang, un stratège qui avait servi l'empereur Han Gaozu , le fondateur de la dynastie Han.
Une fois Zhong Hui revenu à Luoyang, la cour impériale du Wei lui offre un poste de ministre (太僕), mais il refuse et préfère devenir un clerc au service de Sima Zhao, dont il devient un des proches collaborateurs. Par la suite, la cour impériale du Wei tente à nouveau de le récompenser pour sa participation à l'écrasement de la révolte de Zhuge Dan ; cette fois-ci en lui offrant le titre de marquis de Chen (陳侯). À nouveau, Zhong décline l'offre. Respectant la décision de Zhong, la cour le nomme à la place directeur des suivants (司隷校尉). Ses refus sont motivés par le fait que, de par sa position, Zhong Hui reste profondément impliqué dans les affaires politiques de la cour, sans être au service de cette dernière. C'est ainsi qu'il joue un grand rôle dans la décision de Sima Zhao d'exécuter Ji Kang.

## Conquête du Shu

### Planification stratégique et début des opérations
Entre 247 et 262, Jiang Wei, un général du royaume de Shu, mène une série de neuf campagnes militaires contre les frontières ouest du Wei, qui se concluent toutes par des échecs. Sima Zhao avait le pressentiment que ces expéditions avaient épuisé les ressources du Shu et que le moment était venu de lancer une invasion à grande échelle, pour faire tomber ce royaume. Parmi toutes les personnes qu'il consulte à ce sujet, seul Zhong Hui s'accorde avec lui pour dire que l'heure de la conquête du Shu est venue. Zhong Hui aide alors Sima Zhao à mettre au point une stratégie pour conquérir le Shu.
Durant l'hiver 262–263, Zhong Hui est nommé « général qui garde l'Ouest » (鎮西將軍) et se voit accorder les pleins pouvoirs pour gérer les affaires militaires dans la région du Guanzhong. Sima Zhao mobilise également des troupes venant des différentes provinces du Wei et donne l'ordre à Tang Zi de superviser la construction d'une flotte de navires de guerre, afin de préparer l'invasion de l'autre rival du Wei, le Wu.
À l'automne 263, la cour impériale du Wei publie un édit ordonnant à Deng Ai et Zhuge Xu de prendre chacun la tête d'une armée de 30 000 hommes et d'attaquer le Shu depuis deux directions différentes. L'armée de Deng Ai doit attaquer en passant par Gansong et Tazhong, avant d'attaquer l'armée de Jiang Wei. Les troupes de Zhuge Xu doivent passer par le pont de Wujie et bloquer toute possibilité de retraite à Jiang Wei. Zhong Hui doit, lui, mener une armée de 100 000 hommes et pénétrer dans le territoire du Shu par les vallées de Xie et Luo,
Zhong Hui donne l'ordre à Xu Yi (許儀), un officier sous ses ordres (牙門將), de gérer la construction des routes devant servir à l'invasion du Shu. Les routes ainsi construites étaient dans un état très médiocre et un pont faillit s'effondrer pendant que Zhong le traversait. Après cet incident, Xu Yi fut exécuté sur l'ordre de Zhong, pour avoir échoué dans la tâche qui lui avait été assignée. Xu Yi était le fils de Xu Chu, un général vétéran du Wei et il avait lui-même fidèlement servi son royaume. Mais Zhong Hui n'en tint pas compte lors de son jugement, ce qui choqua le gouvernement du Wei.

### Combats avec l'armée du Shu
Pour contrer l'invasion du Wei, le gouvernement du Shu donne l'ordre à ses troupes de ne pas engager le combat et de se retirer jusqu’à Hancheng et Yuecheng et de tenir ces positions stratégiques. Liu Qin (劉欽), l'administrateur de la commanderie Wei de Weixing, dirige son armée vers la vallée de Ziwu, en traversant la commanderie Shu de Hanzhong. Wang Han (王含) et Jiang Bin (蔣斌), deux officiers du Shu, ont la responsabilité de la défense de Hancheng et Yuecheng, en ayant chacun 5 000 hommes sous leurs ordres. Pour les contrer, Zhong Hui donne l'ordre à Xun Kai (荀愷) et Li Fu (李輔), deux de ses subordonnés, de prendre chacun 10 000 hommes pour que l'un assiège Hancheng et l'autre Yuecheng, pendant qu'il fait passer le gros des troupes par le col de Yang'an. Sur le trajet, il quitte ses hommes le temps de se recueillir sur la tombe de Zhuge Liang, qui se trouve au pied du mont Dingjun. Quand il arrive à Yang'an, il donne l'ordre à Hu Lie (胡烈) d'attaquer les défenseurs du col. Hu Lie réussit à en prendre le contrôle, mais aussi à récupérer les approvisionnements que le Shu avait stockés à cet endroit.
Pendant ces manœuvres, Jiang Wei était en train de battre en retraite depuis Tazhong, en direction de Yinping, où il rallia ses troupes, ayant comme plan de renforcer les défenses du col de Yang'an. Là, il apprend que le col en question est déjà tombé entre les mains du Wei. Changeant de plan, il se rend à un fort près de Baishui pour y retrouver plusieurs généraux du Shu, dont Zhang Yi et Liao Hua. Avec ces renforts, il se rend au col fortifié de Jiange, pour y stopper l'avance de l'ennemi. Zhong Hui décide alors d'écrire une longue lettre ouverte aux troupes du Shu, les pressant de stopper toute résistance et de se rendre au Wei.
Deng Ai poursuit Jiang Wei jusqu’à Yinping, où il forme un groupe de soldats d'élite au sein de ses troupes et prend avec eux un raccourci vers Jiangyou en passant par le village d'Handeyang, et s'approche du col de Mianzhu, situé à proximité de Chengdu, la capitale du Shu. Là, il demande à Zhuge Xu de se joindre à lui. Zhuge avait pour ordre de bloquer la progression de Jiang Wei et n'était pas autorisé à rejoindre Deng Ai, il amène donc son armée à Baishui pour y retrouver Zhong Hui. Zhong donne l'ordre à Tian Zhang (田章) et à d'autres généraux de prendre la tête d'une partie de l'armée pour contourner Jiange par l'ouest et de s'approcher de Jiangyou. Sur la route, ils trouvent trois groupes de soldats du Shu en embuscade, et détruisent leurs camps après avoir infligé à chacun d'entre eux une défaite. Deng Ai laisse le contrôle de l'avant-garde à Tian Zhang, qui nettoie la route de toute présence ennemie.

### La chute du Shu
Lorsque Zhong Hui et Zhuge Xu arrivent près de Jiange, Zhong élabore un plan pour se débarrasser de Zhuge et prendre le contrôle de ses troupes. Il envoie secrètement un rapport à la cour du Wei, où il rapporte l'incident entre Deng Ai et Zhuge Xu, tout en déformant les faits pour faire accuser Zhuge de lâcheté. Zhuge Xu est alors déchu de son commandement et renvoyé à Luoyang, la capitale du Wei. Zhong Hui, maintenant à la tête d'une puissante armée, lance une attaque contre Jiange, mais se heurte à une résistance acharnée des troupes du Shu, et finit par se replier.
Pendant ce temps, Deng Ai et son armée arrivent au col de Mianzhu, où ils battent une armée du Shu dirigée par Zhuge Zhan, qui meurt pendant le combat. Quand Jiang Wei apprend la mort de Zhuge, il quitte immédiatement Jiange avec ses troupes et part vers l'est pour rejoindre la commanderie de Ba. De son côté, Zhong Hui prend la tête de ses hommes pour aller à Fucheng tout en laissant une partie de ses hommes à Hu Lie (胡烈), Tian Xu et Pang Hui, entre autres, pour qu'ils poursuivent Jiang Wei. Au même moment, Deng Ai arrive devant les murs de Chengdu avec son armée. Liu Shan, l'empereur du Shu, se rend sans combattre et donne l'ordre à Jiang Wei de se rendre à Zhong Hui. C'est en arrivant dans la contrée de Qi, que Jiang reçoit l'ordre de reddition, qu'il exécute immédiatement.
Après le succès de la conquête du Shu, Zhong Hui écrit un mémorandum destiné à la cour impériale du Wei, où il indique toutes ses contributions à ladite conquête et presse le gouvernement de pacifier et rétablir la paix dans Shu grâce à une gouvernance bienveillante. Il donne également des ordres très stricts à ses troupes pour leur interdire de piller les terres du Shu et les obliger à traiter de manière respectueuses les anciennes élites du pays. Avec le temps, il commence à bien s'entendre avec Jiang Wei.
Durant l'hiver 263–264, la cour impériale du Wei émet un décret pour récompenser Zhong Hui pour son implication dans la conquête du Shu. Zhong Hui reçoit le titre de ministre (司徒) qu'il portera désormais à la cour. Il passe de marquis d'un village à marquis d'une contrée, ce qui représente 10 000 foyers imposables. Son fils adoptif devient également marquis, et reçoit un village de 1 000 foyers imposables.

## Chute et mort

### L'arrestation de Deng Ai
Zhong Hui nourrissait depuis longtemps l'intention de se rebeller contre Wei. Quand il voit Deng Ai se comporter de manière autocratique, alors que son commandement militaire doit tout à la cour du Wei, il échafaude un plan pour se débarrasser de lui. Il commence par envoyer secrètement un rapport à la cour où il accuse Deng de préparer une rébellion. Zhong était doué pour imiter l'écriture des gens et, après avoir mis la main sur des écrits de Deng, il imite son écriture pour envoyer à la cour un faux rapport, au ton particulièrement arrogant. Enfin, il intercepte et détruit une lettre de Sima Zhao pour Deng Ai, afin de rendre Sima encore plus suspicieux envers Deng. La ruse de Zhong réussit parfaitement et il reçoit de Sima Zhao l'ordre d’arrêter Deng Ai pour le renvoyer en cage mobile à Luoyang. Zhong Hui charge Wei Guan de l'arrestation de Deng Ai. Avec Zhong et ses soldats en soutien, Wei se rend au camp de Deng à Chengdu et utilise l'ordre écrit de Sima Zhao pour forcer les soldats de ce dernier à déposer les armes. Deng Ai est alors arrêté et, conformément aux ordres, il est amené à la capitale du Wei dans une cage mobile.

### Planification de la révolte Deng
Zhong Hui se méfiait de Deng Ai, et dès l'arrestation de ce dernier, il en profite pour devenir le commandant de fait de toutes les troupes du Wei stationnées dans l'ancien royaume du Shu. Avec un tel pouvoir entre les mains, sa mégalomanie ne connait plus de limites et il prend la décision de se rebeller contre le Wei. Il établit une stratégie en trois points pour s'emparer de Luoyang :
1. Jiang Wei prend la tête d'une avant-garde et passe par la vallée de Xie (斜谷) pour attaquer la ville de Chang'an. Zhong Hui le suit avec le gros des troupes pour l'aider ;
2. Après la prise de Chang'an, l'armée se divise en deux groupes : l'infanterie et la cavalerie. l'infanterie progresse en descendant la rivière Wei et le fleuve Jaune, jusqu’à Meng Ford (孟津) près de Luoyang, pendant que la cavalerie suit le même parcours à terre. Zhong Hui estime que le trajet durera cinq jours ;
3. Une fois réunies à l'extérieur de Luoyang, les deux armées se recombinent et attaquent la ville ensemble[Sanguozhi 20].

C'est alors que Zhong Hui reçoit une lettre de Sima Zhao, contenant le texte suivant : « Je craint que Deng Ai ne se soumette pas. J'ai donc donné l'ordre à Jia Chong d'emmener 10 000 fantassins et cavaliers dans la vallée de Xie et de s'installer à Yuecheng. Je vais prendre la tête de 100 000 hommes et venir à Chang'an. Nous nous retrouverons bientôt. » Après avoir lu cette lettre, Zhong Hui est stupéfait, au point de confier à un de ses proches que, « Quand Son Excellence m'a donné l'ordre d’arrêter Deng Ai, il savait que j’étais capable de le faire seul. Et pourtant, il vient ici avec des soldats. Il doit suspecter quelque chose, ce qui nous oblige à agir vite. Si nous réussissons, l'empire est à nous, si nous échouons, nous nous replierons sur le Shu, comme Liu Bei l'a fait avant nous. Il est de notoriété publique que mes plans n'ont jamais échoué depuis la mise au pas des rébellions au Souchun. Comment pourrais-je me satisfaire d’être juste réputé ? ».

### La révolte
Zhong Hui arrive à Chengdu le 15e jour du 1er mois lunaire de 264. Les jours suivants, il convoque tous les anciens officiers et officiers de haut rang du Shu, au prétexte de participer à un service funèbre en mémoire de l'impératrice Guo, décédée il y a peu. Pendant le recueillement, il leur montre un décret impérial, en leur disant qu'il a été signé par l'impératrice peu avant son décès. Dans ce décret, elle appelle tous les sujets fidèles au Wei à se soulever contre Sima Zhao pour le renverser. Le décret en question est aussi faux que la lettre ayant provoqué la chute de Deng Ai, Zhong Hui l'ayant rédigé en imitant l'écriture de la défunte impératrice. Zhong sonde l'opinion des différents officiers, en demandant à ceux qui veulent exaucer l'ultime désir de l'impératrice de signer une liste. Après cela, il donne l'ordre à des soldats, en qui il a confiance, de raccompagner les officiers dans leurs appartements respectifs et de les y enfermer; pendant que lui-même s'assure que les portes de la ville sont verrouillées et surveillées de près.
Un des hommes de confiance de Zhong Hui se nommait Qiu Jian, un officier qui avant était au service du général Hu Lie (胡烈). Hu avait recommandé Qui à Sima Zhao, qui l'avait pris à son service. Zhong Hui, à force de travailler aux côtés de Qiu Jian, avait fini par l'apprécier grandement et avait demandé qu'il soit rattaché à son armée. Qiu Jian avait sympathisé avec Hu Lie, et est navré que ce dernier soit retenu seul dans une pièce. Qiu va voir Zhong Hui et lui dit qu'il serait bon que chaque officier emprisonné ait un serviteur pour l'aider au quotidien, ce que Zhong approuve. Voyant le parti qu'il peut tirer de la situation, Hu Lie ment à son serviteur et l'utilise pour transmettre un courrier à ses fils. Dans cette lettre, il leur explique que, d’après ce que Qiu Jian a entendu, Zhong Hui a prévu de se débarrasser des officiers en qui il n'a pas confiance en les envoyant dans un piège mortel. Dès lors, la rumeur se répand comme une traînée de poudre au sein des prisonniers. Quand elle arrive aux oreilles des hommes de Zhong Hui, il suggèrent à ce dernier d'exécuter tous les officiers qui ont le rang de commandant de cavalerie porte étendard (牙門騎督) ainsi que leurs supérieurs. Zhong Hui hésite et ne sait pas quoi faire.
Aux alentours de midi, le 18e jour du 1er mois lunaire, les fils de Hu Lie et leurs subordonnés font retentir les tambours pour rassembler leurs hommes et marchent sur Chengdu ; en désordre, faute de chef désigné pour coordonner les troupes. Au même moment, Jiang Wei était avec Zhong Hui pour rassembler des armures et des armes, afin d'équiper ses hommes pour la révolte à venir. Tous les deux commencent à entendre des cris, quand on leur apprend qu'un incendie vient d'éclater et, un peu plus tard, que des soldats se rassemblent aux portes de la cité. Surpris, Zhong Hui demande conseil à Jiang Wei, « Ces hommes provoquent des troubles. Que faire ? » Jiang Wei lui répond : « Les tuer ». Zhong donne alors l'ordre à ses soldats de tuer les officiers prisonniers. Voyant cela, certains des officiers utilisent les meubles à leur disposition pour se barricader dans leurs appartements, pendant que les hommes de Zhong Hui tentent en vain de défoncer leurs portes. Peu après, des soldats équipés d'échelles réussissent à escalader les murs de la cité et commencent à mettre le feu aux bâtiments. La situation devient complètement chaotique et hors de contrôle, pendant que des flèches volent dans tous les sens. Profitant de la situation, les officiers emprisonnés réussissent à s'évader, retrouvent leurs soldats et attaquent directement Zhong Hui et Jiang Wei. Zhong et Jiang combattent les mutins et en tuent cinq ou six avant de succomber sous le nombre et de mourir. Zhong Hui meurt à l'âge de quarante ans, après la perte de centaines de vies dans sa tentative de révolte.

### La clairvoyance de Sima Zhao au sujet de Zhong Hui
Lorsqu'il apprend que Sima Zhao veut faire de Zhong Hui le général en chef de l'armée d'invasion du Shu, Shao Ti (邵悌) l'avertit que Zhong peut se rebeller contre le Wei car il va se retrouver à la tête d'une armée très puissante, alors qu'il est célibataire et n'a pas de famille à charge. Après avoir écouté ce discours, Sima Zhao rit et dit à Shao qu'il comprend parfaitement ses inquiétudes, mais qu'il a choisi Zhong Hui pour conduire cette armée, car il a toutes les aptitudes nécessaires pour conquérir le Shu. Sima prédit également que si Zhong Hui se rebelle, il échouera pour deux raisons. Premièrement, le peuple du Shu sera rempli de peur après avoir vu comment leur pays a été conquis et n’aidera pas Zhong Hui. Deuxièmement, les soldats du Wei seront épuisés après une telle campagne et voudront rentrer chez eux, il ne soutiendront donc pas une révolte de Zhong.
Par la suite, lorsque Zhong Hui accuse en secret Deng Ai de préparer une rébellion, Sima Zhao mobilise une armée qu'il compte mener à Chang'an. Shao Ti lui dit alors qu'il est inutile qu'il se rende à Chang'an, car Zhong Hui est parfaitement capable d’arrêter Deng Ai, Zhong ayant cinq à six fois plus de soldats sous ses ordres que ce dernier. Sima Zhao lui répond « Avez-vous oublié ce que vous m'avez dit il y a quelque temps ? Pourquoi me conseillez vous de ne pas y aller (à Chang'an) maintenant ? Veuillez, s'il vous plait, garder secrète notre précédente conversation. J'accorde respect et confiance aux gens. Du moment qu'ils me restent loyaux, je ne doute pas d'eux. Jia Chong m'a demandé il y a peu « Avez-vous des doutes au sujet de Zhong Hui ? » Je lui ai répondu, « Si je vous envoie en mission aujourd'hui, penseriez-vous que je doute de vous ? » Il ne trouva rien à redire à ma réponse. Tout sera déjà réglé quand j'arriverai à Chang'an ». Et effectivement, comme Sima l'avait prédit, le temps que ce dernier arrive à Chang'an, Zhong Hui avait déjà été tué par les mutins.

## Sa famille et ses proches
Zhong Yao, le père de Zhong Hui, était un politicien de premier plan et un calligraphe, qui occupait le poste de grand tuteur ((太傅) à la cour impériale du Wei. Zhang Changpu, la mère de Zhong Hui, était une des concubines de Zhong Ya, réputée pour sa conduite vertueuse, sa sagesse et la grande influence qu'elle a eue sur l'éducation de son fils.
Zhong Yu (鍾毓), le demi-frère aîné de Zhong Hui, meurt durant l'hiver 263, sans que Zhong Hui ait la moindre réaction en apprenant ce décès. Zhong Yu a eu quatre enfants : Zhong Jun (鍾峻), Zhong Yong (鍾邕), Zhong Yi (鍾毅) et Zhong Chan (鍾辿). Zhong Yi fut adopté par Zhong Hui, car ce dernier était célibataire et sans enfants. Zhong Yong fut tué pendant la révolte, en même temps que son oncle Zhong Hui, et toute sa famille fut exécutée. Après l'échec de la rébellion de Zhong Hui, Zhong Jun, Zhong Yi et Zhong Chan sont inculpés, arrêtés, et condamnés à mort à cause de leurs liens avec Zhong Hui. Cependant, Sima Zhao prit en considération le fait que Zhong Yao et Zhong Yu avaient rendu de grands services au Wei, et décida de les faire gracier. Il obtint de Cao Huan, l'empereur du Wei un décret impérial pardonnant à Zhong Jun et Zhong Chan et leur redonnant leurs titres et rangs officiels. Zhong Yi, lui, fut exécuté le fait qu'il soit le fils adoptif de Zhong Hui lui interdisant toute grâce.
Selon certaines sources, si Sima Zhao a décidé de sauver Zhong Jun et Zhong Chan, c'est parce que Zhong Yu l'avait prévenu que Zhong Hui était un manipulateur et qu'il ne fallait pas lui confier de poste où il aurait de grands pouvoirs. Sima Zhao rit, remercia Zhong Yu pour son avis honnête et lui fit la promesse qu'il l'épargnerait lui et sa famille si jamais Zhong Hui venait à trahir le Wei.

## Différents avis sur Zhong Hui

### Chen Shou
Chen Shou commenta ainsi la biographie de Zhong Hui : « Zhong Hui était un stratège brillant et était célèbre pour ses nombreux talents, qui l’aidèrent à atteindre les plus hauts postes. Hélas, il était trop ambitieux, avait des idées amorales, et a échoué à reconnaître les pièges cachés autour de lui. Il en résultat sa chute et l'extermination de sa famille. Peut-il y avoir une trajectoire plus stupide que celle-ci ? ».

### Xiahou Ba
Il est écrit dans le Shiyu que quand Xiahou Ba, un général du Wei, fit défection en faveur du Shu, les officiels du Shu lui demandèrent : « En quoi Sima Yi est-il le plus doué ? » Xiahou Ba leur répondit, « Renforcer la position de sa famille au sein du Wei ». Il lui demandèrent également, « Qui sont les personnes les plus talentueuses de la capitale du Weil ? » Xiahou Ba leur répondit, « Il y a le dénommé Zhong Shiji. le Wu et le Shu auraient de quoi s'inquiéter s'il venait à gouverner le Wei ».
Selon le Han Jin Chunqiu, Jiang Wei interrogea aussi Xiahou Ba, en lui demandant « Maintenant que Sima Yi a pris le contrôle du gouvernement du Wei, est-ce qu'il prévoit de lancer d'autres campagnes contre le Shu et le Wu ? » Xiahou Ba lui répondit, « Il s'occupe en priorité de renforcer le contrôle de sa famille sur le gouvernement du Wei et il n'a pas le temps de se préoccuper de politique extérieure. Cependant, il y a le dénommé Zhong Shiji. Il est peut-être jeune, mais il va à coup sûr devenir une menace pour le Wu et le Shu dans le futur. Malgré son âge, même les personnes les plus extraordinaires ne peuvent pas le contrôler ». La prédiction de Xiahou Ba se révéla juste quand, quinze ans plus tard, Zhong Hui devient un des principaux responsables de la conquête du Shu par le Wei.
Lors de la rédaction du Sanguozhi zhu, Pei Songzhi reprit ce que Xi Zuochi avait écrit dans le Han Jin Chunqui et y rajouta ce qui était écrit dans le Shiyu, utilisant le Shiyu comme une preuve de la véracité du contenu du Han Jin.

### Citations duSanguozhi
1. ↑  (鍾會字士季，潁川長社人，太傅繇小子也。少敏惠夙成。) Sanguozhi vol. 28.
2. ↑  (中護軍蔣濟著論，謂「觀其眸子，足以知人。」會年五歲，繇遣見濟，濟甚異之，曰：「非常人也。」及壯，有才數技藝，而愽學精練名理，以夜續晝，由是獲聲譽。正始中，以為秘書郎，遷尚書中書侍郎。高貴鄉公即尊位，賜爵關內侯。) Sanguozhi vol. 28.
3. ↑  (會常論易無玄體、才性同異。及會死後，於會家得書二十篇，名曰道論，而實刑名家也，其文似會。初，會弱冠與山陽王弼並知名。弼好論儒道，辭才逸辯，注易及老子，為尚書郎，年二十餘卒。) Sanguozhi vol. 28.
4. ↑  (毌丘儉作亂，大將軍司馬景王東征，會從，典知密事，衞將軍司馬文王為大軍後繼。景王薨於許昌，文王緫統六軍，會謀謨帷幄。時中詔勑尚書傅嘏，以東南新定，權留衞將軍屯許昌為內外之援，令嘏率諸軍還。會與嘏謀，使嘏表上，輒與衞將軍俱發，還到雒水南屯住。於是朝廷拜文王為大將軍、輔政，會遷黃門侍郎，封東武亭侯，邑三百戶。) Sanguozhi vol. 28.
5. ↑  (甘露二年，徵諸葛誕為司空，時會喪寧在家，策誕必不從命，馳白文王。文王以事已施行，不復追改。及誕反，車駕住項，文王至壽春，會復從行。) Sanguozhi vol. 28.
6. ↑  (初，吳大將全琮，孫權之婚親重臣也，琮子懌、孫靜、從子端、翩、緝等，皆將兵來救誕。懌兄子輝、儀留建業，與其家內爭訟，携其母，將部曲數十家渡江，自歸文王。會建策，密為輝、儀作書，使輝、儀所親信齎入城告懌等，說吳中怒懌等不能拔壽春，欲盡誅諸將家，故逃來歸命。懌等恐懼，遂將所領開東城門出降，皆蒙封寵，城中由是乖離。壽春之破，會謀居多，親待日隆，時人謂之子房。) Sanguozhi vol. 28.
7. ↑  (軍還，遷為太僕，固辭不就。以中郎在大將軍府管記室事，為腹心之任。以討諸葛誕功，進爵陳侯，屢讓不受。詔曰：「會典綜軍事，參同計策，料敵制勝，有謀謨之勳，而推寵固讓，辭指款實，前後累重，志不可奪。夫成功不處，古人所重，其聽會所執，以成其美。」遷司隷校尉。雖在外司，時政損益，當世與奪，無不綜與。嵇康等見誅，皆會謀也。) Sanguozhi vol. 28.
8. ↑  (文王以蜀大將姜維屢擾邊陲，料蜀國小民疲，資力單竭，欲大舉圖蜀。惟會亦以為蜀可取，豫共籌度地形，考論事勢。) Sanguozhi vol. 28.
9. ↑  (景元三年冬，以會為鎮西將軍、假節都督關中諸軍事。文王勑青、徐、兖、豫、荊、揚諸州，並使作船，又令唐咨作浮海大船，外為將伐吳者。) Sanguozhi vol. 28.
10. ↑  (四年秋，乃下詔使鄧艾、諸葛緒各統諸軍三萬餘人，艾趣甘松、沓中連綴維，緒趣武街、橋頭絕維歸路。會統十餘萬衆，分從斜谷、駱谷入。) Sanguozhi vol. 28.
11. ↑  (先命牙門將許儀在前治道，會在後行，而橋穿，馬足陷，於是斬儀。儀者，許褚之子，有功王室，猶不原貸。諸軍聞之，莫不震竦。) Sanguozhi vol. 28.
12. ↑  (蜀令諸圍皆不得戰，退還漢、樂二城守。魏興太守劉欽趣子午谷，諸軍數道平行，至漢中。蜀監軍王含守樂城，護軍蔣斌守漢城，兵各五千。會使護軍荀愷、前將軍李輔各統萬人，愷圍漢城，輔圍樂城。會徑過，西出陽安口，遣人祭諸葛亮之墓。使護軍胡烈等行前，攻破關城，得庫藏積糓。) Sanguozhi vol. 28.
13. ↑  (姜維自沓中還，至陰平，合集士衆，欲赴關城。未到，聞其已破，退趣白水，與蜀將張翼、廖化等合守劒閣拒會。會移檄蜀將吏士民曰： ...) Sanguozhi vol. 28.
14. ↑  (鄧艾追姜維到陰平，簡選精銳，欲從漢德陽入江由、左儋道詣緜竹，趣成都，與諸葛緒共行。緒以本受節度邀姜維，西行非本詔，遂進軍前向白水，與會合。會遣將軍田章等從劒閣西，徑出江由。未至百里，章先破蜀伏兵三校，艾使章先登。遂長駈而前。) Sanguozhi vol. 28.
15. ↑  (會與緒軍向劒閣，會欲專軍勢，密白緒畏懦不進，檻車徵還。軍悉屬會，進攻劒閣，不克，引退，蜀軍保險拒守。) Sanguozhi vol. 28.
16. ↑  (艾遂至緜竹，大戰，斬諸葛瞻。維等聞瞻已破，率其衆東入于巴。會乃進軍至涪，遣胡烈、田續、龐會等追維。艾進軍向成都，劉禪詣艾降，遣使勑維等令降於會。維至廣漢郪縣，令兵悉放器仗，送節傳於胡烈，便從東道詣會降。) Sanguozhi vol. 28.
17. ↑  (會上言曰：「賊姜維、張翼、廖化、董厥等逃死遁走， ... 百姓欣欣，人懷逸豫，后來其蘇，義無以過。」會於是禁檢士衆不得鈔略，虛己誘納，以接蜀之群司，與維情好歡甚。) Sanguozhi vol. 28.
18. ↑  (十二月詔曰：「會所向摧弊，前無彊敵，緘制衆城，罔羅迸逸。蜀之豪帥，靣縛歸命，謀無遺策，舉無廢功。凡所降誅，動以萬計，全勝獨克，有征無戰。拓平西夏，方隅清晏。其以會為司徒，進封縣侯，增邑萬戶。封子二人亭侯，邑各千戶。」) Sanguozhi vol. 28.
19. ↑  (會內有異志，因鄧艾承制專事，密白艾有反狀，於是詔書檻車徵艾。司馬文王懼艾或不從命，勑會並進軍成都，監軍衞瓘在會前行，以文王手筆令宣喻艾軍，艾軍皆釋仗，遂收艾入檻車。) Sanguozhi vol. 28.
20. ↑  (會所憚惟艾，艾旣禽而會尋至，獨統大衆，威震西土。自謂功名蓋世，不可復為人下，加猛將銳卒皆在己手，遂謀反。欲使姜維等皆將蜀兵出斜谷，會自將大衆隨其後。旣至長安，令騎士從陸道，步兵從水道順流浮渭入河，以為五日可到孟津，與騎會洛陽，一旦天下可定也。) Sanguozhi vol. 28.
21. ↑  (會得文王書云：「恐鄧艾或不就徵，今遣中護軍賈充將步騎萬人徑入斜谷，屯樂城，吾自將十萬屯長安，相見在近。」會得書，驚呼所親語之曰：「但取鄧艾，相國知我能獨辦之；今來大重，必覺我異矣，便當速發。事成，可得天下；不成，退保蜀漢，不失作劉備也。我自淮南以來，畫無遣策，四海所共知也。我欲持此安歸乎！」) Sanguozhi vol. 28.
22. ↑  (會以五年正月十五日至，其明日，悉請護軍、郡守、牙門騎督以上及蜀之故官，為太后發喪於蜀朝堂。矯太后遺詔，使會起兵廢文王，皆班示坐上人，使下議訖，書版署置，更使所親信代領諸軍。所請群官，悉閉著益州諸曹屋中，城門宮門皆閉，嚴兵圍守。) Sanguozhi vol. 28.
23. ↑  (會帳下督丘建本屬胡烈，烈薦之文王，會請以自隨，任愛之。建愍烈獨坐，啟會，使聽內一親兵出取飲食，諸牙門隨例各內一人。烈紿語親兵及疏與其子曰：「丘建密說消息，會已作大坑，白棓數千，欲悉呼外兵入，人賜白㡊，拜為散將，以次棓殺坑中。」諸牙門親兵亦咸說此語，一夜傳相告，皆徧。或謂會：「可盡殺牙門騎督以上。」會猶豫未決。) Sanguozhi vol. 28.
24. ↑  (十八日日中，烈軍兵與烈兒雷鼓出門，諸軍兵不期皆鼓譟出，曾無督促之者，而爭先赴城。時方給與姜維鎧杖，白外有匈匈聲，似失火，有頃，白兵走向城。會驚，謂維曰：「兵來似欲作惡，當云何？」維曰：「但當擊之耳。」會遣兵悉殺所閉諸牙門郡守，內人共舉机以柱門，兵斫門，不能破。斯須，門外倚梯登城，或燒城屋，蟻附亂進，矢下如雨，牙門、郡守各緣屋出，與其卒兵相得。姜維率會左右戰，手殺五六人，衆旣格斬維，爭赴殺會。會時年四十，將士死者數百人。) Sanguozhi vol. 28.
25. ↑  (初，文王欲遣會伐蜀，西曹屬邵悌求見曰：「今遣鍾會率十餘萬衆伐蜀，愚謂會單身無重任，不若使餘人行。」文王笑曰：「我寧當復不知此耶？蜀為天下作患，使民不得安息，我今伐之如指掌耳，而衆人皆言蜀不可伐。夫人心豫怯則智勇並竭，智勇並竭而彊使之，適為敵禽耳。惟鍾會與人意同，今遣會伐蜀，必可滅蜀。滅蜀之後，就如卿所慮，當何所能一辦耶？凡敗軍之將不可以語勇，亡國之大夫不可與圖存，心膽以破故也。若蜀以破，遺民震恐，不足與圖事；中國將士各自思歸，不肯與同也。若作惡，祗自滅族耳。卿不須憂此，慎莫使人聞也。」) Sanguozhi vol. 28.
26. ↑  (及會白鄧艾不軌，文王將西，悌復曰：「鍾會所統，五六倍於鄧艾，但可勑會取艾，不足自行。」文王曰：「卿忘前時所言邪，而更云可不須行乎？雖爾，此言不可宣也。我要自當以信義待人，但人不當負我，我豈可先人生心哉！近日賈護軍問我，言：『頗疑鍾會不？』我荅言：『如今遣卿行，寧可復疑卿邪？』賈亦無以易我語也。我到長安，則自了矣。」軍至長安，會果已死，咸如所策。) Sanguozhi vol. 28.
27. ↑  (會兄毓，以四年冬薨，會竟未知問。會兄子邕，隨會與俱死，會所養兄子毅及峻、辿。等下獄，當伏誅。司馬文王表天子下詔曰：「峻等祖父繇，三祖之世，極位台司，佐命立勳，饗食廟庭。父毓，歷職內外，幹事有績。昔楚思子文之治，不滅鬪氏之祀。晉錄成宣之忠，用存趙氏之後。以會、邕之罪，而絕繇、毓之類，吾有愍然！峻、辿兄弟特原，有官爵者如故。惟毅及邕息伏法。」) Sanguozhi vol. 28.
28. ↑  (或曰，毓曾密啟司馬文王，言會挾術難保，不可專任，故宥峻等云。) Sanguozhi vol. 28.
29. ↑  (評曰： ... 鍾會精練策數，咸以顯名，致茲榮任，而皆心大志迂，不慮禍難，變如發機，宗族塗地，豈不謬惑邪！) Sanguozhi vol. 28.

- Chen, Shou. Chroniques des Trois Royaumes (Sanguozhi).

### Citations duSanguozhi zhu
1. ↑  (世語曰：司馬景王命中書令虞松作表，再呈輒不可意，命松更定。以經時，松思竭不能改，心苦之，形於顏色。會察其有憂，問松，松以實荅。會取視，為定五字。松恱服，以呈景王，王曰：「不當爾邪，誰所定也？」松曰：「鍾會。向亦欲啟之，會公見問，不敢饕其能。」王曰：「如此，可大用，可令來。」會問松王所能，松曰：「博學明識，無所不貫。」會乃絕賔客，精思十日，平旦入見，至鼓二乃出。出後，王獨拊手歎息曰：「此真王佐材也！」) Wei Shi Chunqiu annotation in Sanguozhi vol. 28.
2. ↑  (臣松之以為鍾會名公之子，聲譽夙著，弱冠登朝，已歷顯仕，景王為相，何容不悉，而方於定虞松表然後乃蒙接引乎？設使先不相識，但見五字而便知可大用，雖聖人其猶病諸，而況景王哉？) Pei Songzhi's annotation in Sanguozhi vol. 28.
3. ↑  (世語曰：會善效人書，於劒閣要艾章表白事，皆易其言，令辭指悖傲，多自矜伐。又毀文王報書，手作以疑之也。) Shiyu annotation in Sanguozhi vol. 28.
4. ↑  (漢晉春秋曰：文王嘉其忠亮，笑荅毓曰：「若如卿言，必不以及宗矣。」) Han Jin Chunqiu annotation in Sanguozhi vol. 28.
5. ↑  (世語曰：夏侯霸奔蜀，蜀朝問「司馬公如何德」？霸曰：「自當作家門。」「京師俊士」？曰：「有鍾士季，其人管朝政，吳、蜀之憂也。」) Shiyu annotation in Sanguozhi vol. 28.
6. ↑  (漢晉春秋曰：初，夏侯霸降蜀，姜維問之曰：「司馬懿旣得彼政，當復有征伐之志不？」霸曰：「彼方營立家門，未遑外事。有鍾士季者，其人雖少，終為吳、蜀之憂，然非常之人亦不能用也。」後十五年而會果滅蜀。) Han Jin Chunqiu annotation in Sanguozhi vol. 28.
7. ↑  (按習鑿齒此言，非出他書，故採用世語而附益也。) Pei Songzhi's annotation in Sanguozhi vol. 28.

- Pei, Songzhi. Annotations aux Chroniques des Trois Royaumes (Sanguozhi zhu).

### Autres sources
- Sima, Guang. Zizhi Tongjian